# Bori (singolo)
Bori è un singolo del rapper americano 6ix9ine insieme al cantante cubano Lenier. Il singolo venne pubblicato il 31 marzo 2023 su tutte le piattaforme streaming sotto l'etichetta della Corporaciòn Music. Nel video viene ritratto 6ix9ine all'ospedale e con delle ferite, date dall'aggressione che subì poco tempo prima in una palestra a Los Angeles da tre persone. Oltre a questo nel video viene anche ritratto 6ix9ine mentre dona in beneficenza 50 mila dollari a Cuba. Arrivò nelle prime posizioni nelle classifiche cubane e dominicane.

## Traccia
1. 6ix9ine – Bori (feat. Lenier) – 3:05